# ويل رايت (ممثل)
ويل رايت (بالإنجليزية: Will Wright)‏ هو ممثل أمريكي، ولد في 26 مارس 1891 بسان فرانسيسكو في الولايات المتحدة، وتوفي في 19 يونيو 1962 بهوليوود في الولايات المتحدة بسبب سرطان.

## أعمال

### أفلام
- (1941) زهور وسط الغبار
- (1942) بامبي[4]
- (1945) شارع سكارليت
- (1946) قصة جولسن
- (1950) كل رجال الملك
- (1952) الزمن السعيد
- (1954) جوني غيتار
- (1955) رجل طويل

## وصلات خارجية
- ويل رايت على موقع IMDb (الإنجليزية)
- ويل رايت على موقع ألو سيني (الفرنسية)
- ويل رايت على موقع أول موفي (الإنجليزية)
- ويل رايت على موقع قاعدة بيانات الأفلام السويدية (السويدية)
- ويل رايت على موقع إن إن دي بي (الإنجليزية)
- ويل رايت على موقع قاعدة بيانات الفيلم (الإنجليزية)
- ويل رايت على موقع كينوبويسك (الروسية)
- ويل رايت على موقع كينوبويسك (الروسية)